# Tramway d’Annecy à Thônes
| Tramway d’Annecy à Thônes | Tramway d’Annecy à Thônes |
| ------------------------- | ------------------------- |
| Bahnhof Thônes vor 1914   |                           |
| Streckenlänge:            | 22 km                     |
| Spurweite:                | 1000 mm (Meterspur)       |
| Maximale Neigung:         | 60 ‰                      |
| Streckengeschwindigkeit:  | 25 km/h                   |
|                           |                           |
| Region (FR):              | Auvergne-Rhône-Alpes      |

Der Tramway d’Annecy à Thônes (TAT) war eine Schmalspurbahn im französischen Département Haute-Savoie, die von 1898 bis 1930 in Betrieb war.

## Geschichte
Die am Rand der Alpen im Tal des Fier gelegene Kleinstadt Thônes war im 19. Jahrhundert nur über eine Straße von Annecy her erschlossen, die im Winter häufig unpassierbar war. 1883 wurde die Straße ausgebaut und neue Brücken wurden angelegt. Als im späten 19. Jahrhundert in benachbarten Orten wie Chamonix der Wintersport populär wurde und Touristen brachte, wurde auch in Thônes der Wunsch nach einer das ganze Jahr hindurch nutzbaren Eisenbahnverbindung laut.
Es bot sich an, weitgehend in Seitenlage die Trasse der kürzlich ausgebauten Straße für eine schmalspurige Bahn zu nutzen. Auf diese Weise ließen sich die Kosten begrenzen und der Bau beschleunigen. 1886 wurde der Bauantrag gestellt, die Genehmigung für den Bau der Strecke wurde 1896 erteilt. Bereits am 11. September 1898 konnte die Bahn eröffnet werden. Gründer der Betreibergesellschaft Compagnie du tramway Annecy-Thônes war der Bankier Léon Laydernier (1866–1958), treibende Kraft und ab 1897 deren Vorstand der Ingenieur und Unternehmer Jules Barut (1857–1929).
1908 wurde, nach dem Ausbau der Passstraße über den Col des Aravis, ab Thônes eine weiterführende Omnibuslinie eingerichtet. Da der Lokomotivschuppen in Thônes kaum genutzt wurde – die Maschinen übernachteten in der Regel in Annecy – wurde er 1912 abgerissen. Für die Busse, für die die Bahn mit Prospekten um Touristen warb, entstand an seiner Stelle eine mehrständige Garage. Lange wurden Bahn und Bus als einander nützlich und ergänzend betrachtet, bis sie in den 1920er Jahren allmählich zu Konkurrenten wurden.
Bis 1914 arbeitete die Bahn gewinnbringend im Personen- und Güterverkehr. Zum Ausbau der Schützengräben beförderte sie im Ersten Weltkrieg in großer Menge Holz, der Personenverkehr hingegen wurde reduziert. Nach Kriegsende dauerte es geraume Zeit, ehe der alte Zustand wiederhergestellt war; finanziell erholte sich die Bahn nicht wieder. Anders als zur Vorkriegszeit begann der erste und endete der letzte Zug nun in Thônes, wo jedoch kein Lokschuppen mehr existierte.
Da der Straßenverkehr zunahm, wuchs in den 1920er Jahren der Druck, die nach wie vor einspurige Straße weiter auszubauen. Dem stand die in Seitenlage angelegte Bahn an vielen Stellen im Weg. Im Dezember 1927 befasste sich der Generalrat mit der Situation, zumal die Bahn in den Jahren 1925 und 1926 erstmals ein Defizit aufgewiesen hatte. Der Beschluss, sie dem Straßenausbau zu opfern, fiel im September 1929. Das Jahr 1928 hatte man mit einem Fehlbetrag von 111.000 Francs abgeschlossen, 1930 sollten es sogar 148.000 Francs werden.
Am 14. Mai 1930 endete der Zugverkehr, der Personenverkehr wurde umgehend von Autobussen übernommen. Die offizielle Stilllegung der Bahn erfolgte am 12. Juli 1932. Während der gesamten Betriebszeit hatte es keine schweren Unfälle gegeben.

## Strecke

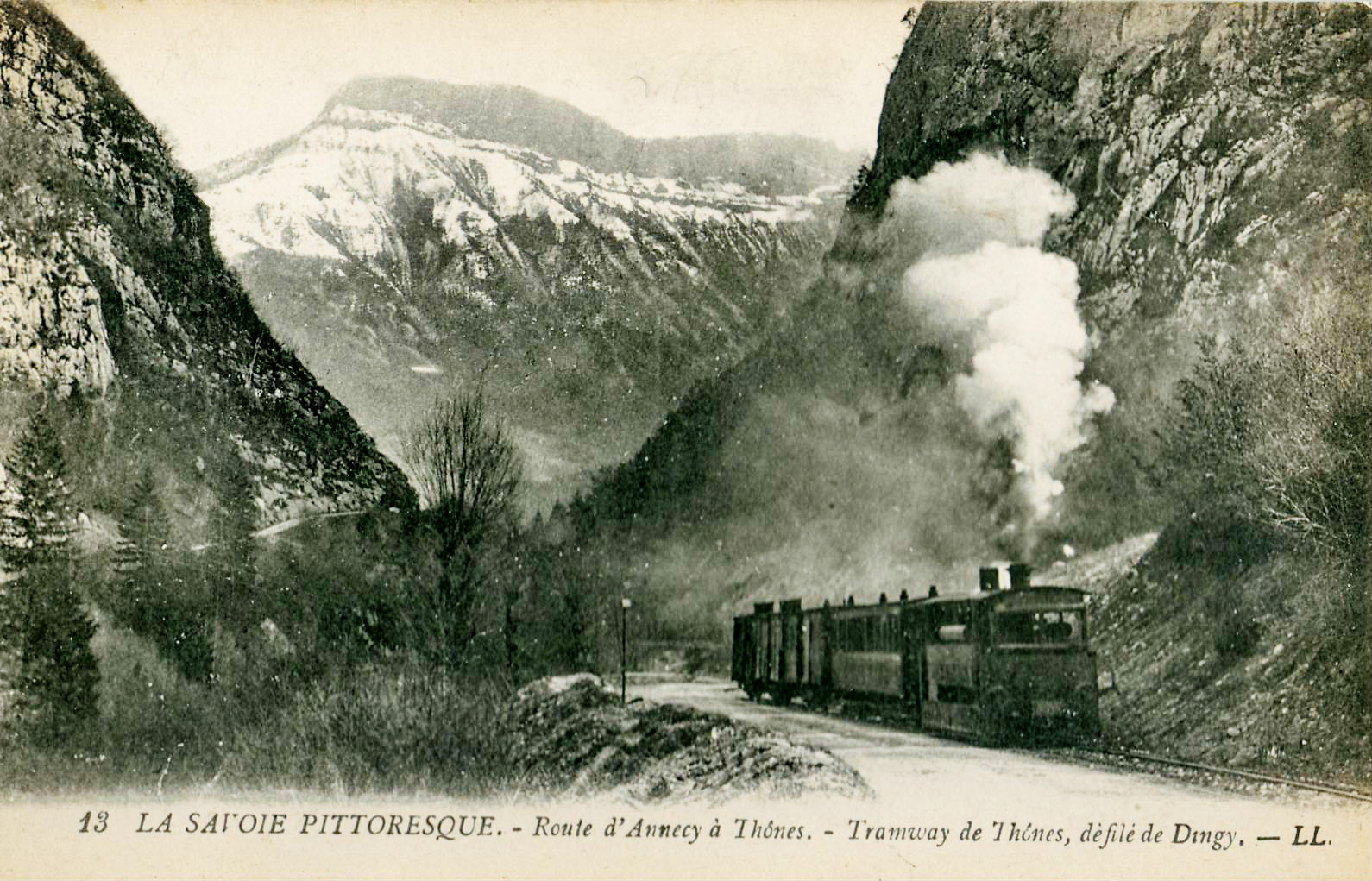
Zug im Défilé de Dingy

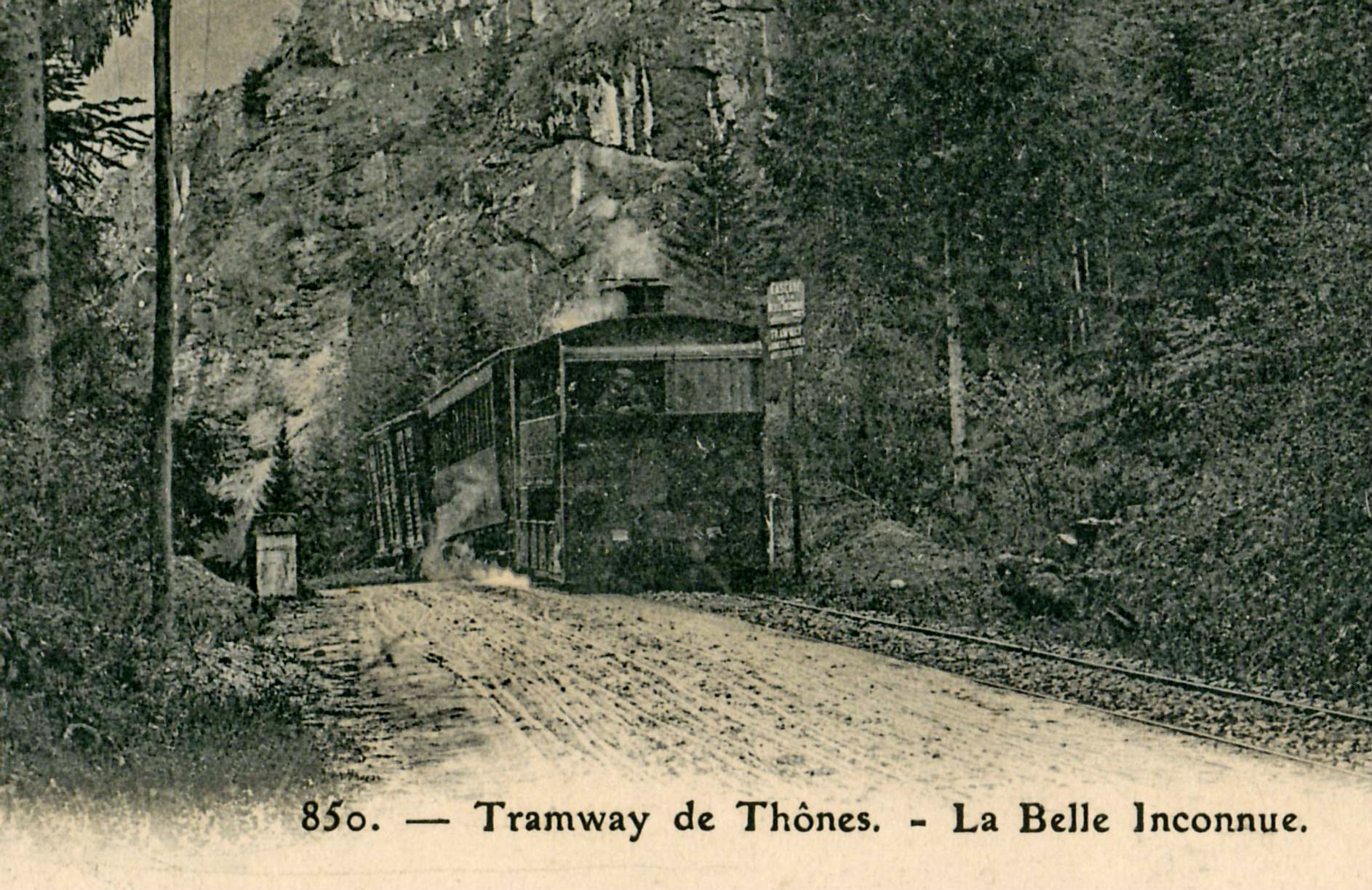
Zug mit Lok 4 an der Bedarfshaltestelle La Belle-Inconnue nahe dem gleichnamigen Wasserfall

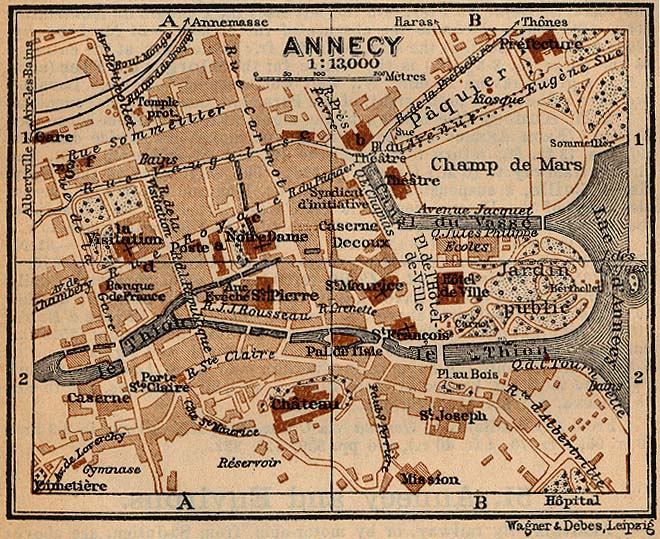
Stadtplan von Annecy aus dem Jahr 1914 mit entlang der Rue Vaugelas und der Rue de la Préfecture eingezeichneter Bahnstrecke

Die Bahn folgte mit der Straße dem Lauf des Flusses Fier, bedeutende Orte zwischen den beiden Endpunkten gab es nicht. Aufgrund ihrer Verbindung mit der Straße wies die 22 km lange Strecke Steigungen von bis zu 60 ‰ auf, für damalige Dampflokomotiven ein hoher Wert. Sie war in der Spurweite 1000 mm (Meterspur) ausgeführt. Die zulässige Höchstgeschwindigkeit auf der Strecke betrug 25 km/h.
In Annecy, dem Hauptort des Départements und zugleich dessen größter Stadt, lag an der Avenue d’Aléry der westliche Endpunkt der Strecke. Er bestand aus einem kleinen Betriebswerk mit einem dreiständigen Wagen- und einem zweiständigen Lokomotivschuppen, einer kleinen Ortsgüteranlage mit Güterschuppen und Laderampe sowie einer Umladehalle für beide Spurweiten. Vom nahen Bahnhof der Compagnie des chemins de fer de Paris à Lyon et à la Méditerranée (P.L.M.) kam ein regelspuriges Gleis, das neben dem Meterspurgleis durch diese Halle führte und sich danach verzweigte. Ein Portalkran und ein kurzer mehrschieniger Abschnitt ermöglichten das Umladen schwerer Güter (z. B. Baumstämme) und die Übergabe von Fahrzeugen. Insgesamt wies die Anlage vier durchgehende Gleise, sieben einfache Weichen, drei Doppelweichen, eine Drehscheibe und eine Gleiswaage auf. Anlagen für den Personenverkehr existierten dort nicht.
Nach einer 90-Grad-Kurve erreichte das Gleis den Straßenraum der Avenue d’Aléry, wo seine Führung nach Art einer Straßenbahn im Pflaster begann. Erster Halt war Annecy P.-L.-M. mit einem kleinen Stationsgebäude an der Rue de la Gare, nur wenige Meter südlich des Empfangsgebäudes des regelspurigen P.L.M.-Bahnhofs. Dann folgte die Bahn in der Straßenmitte der Rue Vaugelas zur Haltestelle Pâquier an deren Einmündung in die Rue Président Fauvre. Das dortige Stationsgebäude – Erdgeschoss eines zweigeschossigen Baus mit einer gebogenen, stark verglasten Front – war in die Bauflucht integriert. Auf der Place du Théâtre wandt sich das Gleis nach Nordosten und lief durch die Rue de la Préfecture und die Rue des Archives zur Rue Dupanloup. Der folgte sie bis zur Avenue du Parmelan, auf der sie der Stadtgrenze zustrebte. Mit dem Haltepunkt Salomons lag eine letzte Station auf dem Stadtgebiet.
Östlich von Annecy begann, in einer Folge weit ausholender Kurven, in Seitenlage der Anstieg auf damals noch unbebautem Gelände. Nach den Bedarfshaltestellen Albigny und Vignières wurde bei km 6 Annecy-le-Vieux erreicht. Der Bahnhof Sur les Bois bei km 7 wies ein Kreuzungsgleis und ein kleines gemauertes Stationsgebäude, aber keine Güteranlagen auf. Auf die Bedarfshaltestelle Les Granges folgte mit Dingy-Parmelan (km 11) der nächste Kreuzungsbahnhof der Bahn. Eng zwischen Fluss und Felswand eingezwängt verfügte er über ein Stationsgebäude und ein zusätzliches Stumpfgleis, hatte aber ebenfalls weder Laderampe noch Güterschuppen. Waren wurden meist unmittelbar zwischen Bahn- und Straßenfahrzeugen umgeladen. Für die zahlreichen Tagesausflügler wurde bald nach der Eröffnung eine kleine Imbisshalle hinzugefügt.
Im sich verengenden Tal des Fier verlief die Bahn dort durch die Schlucht Défilé de Dingy, wo die Ingenieure 1883 die Straße den Felsen abgerungen hatten. Danach weitete sich das Tal wieder auf, auf die Bedarfshaltestelle Château-Folliet folgte – hoch über dem Fluss – bei km 15 der Bahnhof Alex mit einem Ausweichgleis, einem gemauerten Warteraum und einem Anbau in Holzbauweise. Zwei weitere Bedarfshaltestellen waren Chez Margueret und La Belle-Inconnue. Bei Morette querte die Bahn auf einer 1883 gebauten Straßenbrücke den Fier und wechselte auf dessen Ostufer. Auf den gleichnamigen Bahnhof (km 19) mit einem einfachen Unterstand folgte noch der Bedarfshalt Thuy, dann war Thônes erreicht.
Der dreigleisige Endbahnhof mit sechs Weichen verfügte über ein zweigeschossiges Empfangsgebäude mit Satteldach, ein Toilettengebäude, einen einständigen Lokschuppen, einen niedrigen Wasserturm, einen Güterschuppen und eine Laderampe. Der Lokschuppen und drei Stumpfgleise, darunter ein Freiladegleis, waren über drei Drehscheiben erreichbar. Von Anfang an war der Bahnhof elektrisch beleuchtet – ein Wasserkraftwerk oberhalb Thônes' lieferte seit 1893 Strom für die Stadt. Das Empfangsgebäude stand auf einem etwa 1 m hohen Sockel, von dem aus eine breite Treppe mit sechs Stufen hinunter auf den Bahnsteig führte. 1907 erhielt es einen seitlichen eingeschossigen Anbau und ein Vordach. Bereits 1912 wurde der Lokschuppen zugunsten einer Garage für Omnibusse abgerissen, der Güterschuppen wurde hingegen vergrößert. In diesem Zusammenhang verschwanden auch die Drehscheibe vor dem Lokschuppen und ein Stumpfgleis.

## Verkehr
Bis zum Ausbruch des Ersten Weltkriegs verkehrten keine separaten Güterzüge, es wurden gemischte Züge aus Personen-, Pack- und Güterwagen eingesetzt. Die Fahrzeit zwischen den Endpunkten betrug bei der Bergfahrt 1:25 Stunden, was einer durchschnittlichen Reisegeschwindigkeit von 15 km/h entsprach. Auf Talfahrt waren die Züge um einige Minuten schneller.
Mit Ausnahme des 25. Dezember fuhren die Züge täglich. Ganzjährig gab es bis zu fünf Zugpaare pro Tag, in der Sommersaison kam vom 1. Juli bis zum 15. September laut Fahrplan von 1910 abends ein sechstes hinzu. Für den Gesamtverkehr wurden bis 1914 täglich zwei Lokomotiven benötigt. Der Fahrplan von 1905 wies einen ersten Zug ab Annecy P.-L.-M. um 5:30 Uhr auf, es folgten Fahrten um 11:00 Uhr und 16:10 Uhr. Gemäß dem ab 1. Juni 1912 gültigen Fahrplan begann die letzte Rückfahrt ab Thônes um 17:55 Uhr mit Ankunft in Annecy P.-L.-M. um 19:05 Uhr. Für Wintersportler und aus besonderen Anlässen wurden bei Bedarf Sonderzüge eingesetzt.
1903 wurden 48.000, 1913 74.000 und 1923 75.000 Fahrgäste gezählt. Im Jahr 1917 war der Personenverkehr aufgrund des Ersten Weltkriegs auf ein tägliches Zugpaar beschränkt.
1914 wurden im Güterverkehr 12.097 t, 1925 12.897 t Waren befördert. Wichtigste Güter waren Brenn- und Bauholz, 1914 auch Steine und Getreide. 1925 wurden 973 t Wein und Spirituosen transportiert, d. h. mehr als 2,5 t pro Tag.

## Fahrzeuge

### Lokomotiven
Bei der Eröffnung der Bahn waren drei über Puffer ca. 6,5 m lange Dampflokomotiven vorhanden. Gebaut wurden die Maschinen bei Buffaud & Robatel in Lyon. Es handelte sich um dreiachsige Fahrzeuge, die in der Art von Tramlokomotiven an beiden Enden Führerstände mit Frontfenstern aufwiesen. Wegen des straßenbahnähnlichen Betriebs in Annecy waren die Räder und die Steuerung zunächst seitlich abgedeckt. Die Seitenverkleidung in diesem Bereich bestand aus zwei übereinander angeordneten Reihen von jeweils vier rechteckigen Paneelen, die offenbar vorschriftswidrig bald teilweise (obere Reihe) und später ganz entfernt wurden. Darüber, in Höhe des Kessels, folgten fünf weitere, quadratische Abdeckplatten. All diese Paneele waren vermutlich anfangs dunkelgrün, mit roter Umrandung, lackiert. Später präsentierten sich die Lokomotiven durchgängig in Schwarz. Solche Maschinen liefen zum Beispiel auch beim Chemin de fer de la Banlieue de Laon (C.B.L.) und den Chemins de fer de la banlieue de Reims (C.B.R.).
Die Lokomotiven mit den Nummern 1 bis drei erhielten die Namen Les Aravis, Le Fier und Le Parleman, nach dem Fluss und zwei Gipfeln bei Thônes. Ein Jahr nach Betriebsbeginn kam eine vierte Maschine hinzu, die aber keinen Namen bekam. Von den anderen unterschied sie sich durch veränderte Führerstandsfenster. Nach dem Erwerb dieser Lok liefen jeweils zwei Maschinen im Streckendienst, eine dritte stand als Reserve bereit und die vierte konnte überholt werden.
Ungeachtet der beidseitigen Führerstände wurden die Loks nach jeder Fahrt gedreht. Lokführer und Heizer hielten sich für gewöhnlich auf dem hinteren Führerstand auf, zur besseren Streckenbeobachtung wechselte der Lokführer im Stadtgebiet von Annecy jedoch stets auf den vorderen Führerstand. Jede Front wies drei kupferne Petroleumlampen auf, die in den 1920er Jahren durch elektrische Scheinwerfer ersetzt wurden. In der Anfangszeit waren an den Fahrzeugfronten unterhalb der Stirnfenster Eigentumsbezeichnungen und Fahrzeugnummern angebracht – so z. B. TAT N° 1 –, die später verschwanden.

### Personen- und Packwagen
Zum Fahrzeugbestand gehörten sechs vierachsige Personenwagen auf Drehgestellen, darunter einer der 1. Wagenklasse, zwei der 2. Klasse und drei gemischtklassige. Hinzu kamen zwei gemischtklassige zweiachsige Wagen im gleichen Stil. Aufgrund der oft problematischen Wetterverhältnisse wurden die Stirnseiten der zunächst offenen Plattformen verkleidet und mit drei Fenstern und einer Übergangstür versehen. Hingegen hielt man es nicht für nötig, die Wagen mit einer Heizung auszustatten. Sie waren mit Firnis gestrichen und wiesen so eine kastanienbraune Färbung auf. Dazu gehörten zwei passende Packwagen, zweiachsig mit mittigen seitlichen Schiebetüren.

### Güterwagen
Der Güterwagenpark bestand aus sechs gedeckten und sechs offenen Wagen sowie vierzehn Flachwagen. Sie waren ausnahmslos zweiachsig, der Achsstand war so kurz gewählt, dass sie mittels der vorhandenen Drehscheiben gedreht und verschoben werden konnten.

## Fahrpreise
1914 mussten für die einfache Fahrt in der 1. Wagenklasse 2 Francs, in der 2. Klasse 1,45 Francs bezahlt werden. Fahrkarten für die Hin- und Rückfahrt kosteten 3,60 bzw. 2,60 Francs.

## Personal
Die Bahn beschäftigte 40 Personen. Im Winter wurde das Personal um zehn weitere Mitarbeiter zur Schneebeseitigung aufgestockt.